# Abando
Abando, também conhecido como San Vicente de Abando, é o distrito número 6 da divisão administrativa da cidade de Bilbau, Espanha. No passado uma anteiglesia e município da Biscaia, ocupava o lugar e voto 34 nas Juntas Generales de Vizcaya. Atualmente está dividido em dois bairros: Abando e Indauchu.
O distrito tem cerca de 52 000 habitantes e ocupa uma área de 2,14 m² (densidade: 24 299,1 hab./km²).

## História
Bilbau foi fundada em 1300 sobre terrenos das anteiglesias de Begoña e de Abando, que perdeu o bairro de Bilbao La Vieja, mas conservou a maior parte do seu território até ao século XIX. No século XVIII Abando era a anteiglesia com maior população da Biscaia ("351 'fogueiras' e 2 100 pessoas de 'comunhão'", segundo a Historia General de Vizcaya, escrita en 1793 por Juan Ramón de Iturriza y Gárate Zabala). A maioria da população vivia em caseríos (casas rurais) dispersos e dedicava-se à agricultura e pecuária; os únicos núcleos de população densa encontravam-se nas proximidades de Bilbao La Vieja, convento de São Francisco e nos estaleiros situados nas margens da ria. Os bairros de Abando eram então Bilbao La Vieja, Ibarra, Mena-Urizar-Larrasquitu, Elejabarri, Olaveaga, Zorroza e Ibaizábal.
A falta de espaço para a expansão da capital biscainha levou a que em 1870 uma parte de Abando fosse anexada por Bilbau. O grande ensanche foi construído a partir de 1876 em terrenos de Abando, pelo que o que é atualmente o centro da cidade eram outrora terrenos de Abando. O mesmo acontece com os distritos número 7 (Recalde) e 8 (Basurto-Zorroza). A anexação do resto de Abando ocorreu em 1890.
Provavelmente o nativo de Abando mais famoso foi Sabino Arana, fundador do Partido Nacionalista Basco e do movimento nacionalismo basco, que nasceu na anteiglesia quando ainda era um município independente.

## Principais monumentos, ruas e equipamentos culturais
- Gran Vía
- Museu Guggenheim Bilbao
- Museu de Belas Artes de Bilbau
- Museu Marítimo Ria de Bilbau
- Teatro Campos Elíseos
- Palácio Euskalduna
- Palácio Chávarri
- Ponte Zubizuri
- Paraninfo da Universidade do País Basco
- Torre Iberdrola
- Isozaki Atea